# 沃勒斯多夫-施泰纳布吕克尔
沃勒斯多夫-施泰纳布吕克尔（德語：Wöllersdorf-Steinabrückl）是奥地利下奥地利州维也纳新城城郊县的一个市镇。总面积14.46平方公里，总人口4013人，人口密度277.5人/平方公里（2005年）。